# Stereophlebia
Stereophlebia is een monotypisch geslacht in de familie Meruliaceae. Het bevat alleen Stereophlebia tuberculata.